# Bourscheid
 Bourscheid  es una comuna  y población de Francia, en la región de Lorena, departamento de Mosela, en el distrito de Sarrebourg y cantón de Phalsbourg.
Su población municipal en 2007 era de 200 habitantes.
Está integrada en la Communauté de communes du Pays de Phalsbourg .

## Demografía
| 184 | 223 | 243 | 290 | 318 | 330 | 330 | 291 | 225 | 209 | ABS. | 208 | 200 | 186 | 160 | 146 | 140 | 115 | 106 | 100 | 104 | 95 | 79 | 81 | 106 | 78 | 61 | 67 | 121 | 130 | 121 | 227 | 200 |
| Para los censos de 1962 a 1999 la población legal corresponde a la población sin duplicidades (Fuente: INSEE [Consultar]) |     |     |     |     |     |     |     |     |     |      |     |     |     |     |     |     |     |     |     |     |    |    |    |     |    |    |    |     |     |     |     |     |